# Georges Emile Barbier
Georges Emile Barbier (* 24. Februar 1844 in L’Isle-sur-le-Doubs; † 17. Dezember 1895 in Ecrosville) war ein Schachkomponist aus Frankreich. Er komponierte zahlreiche Schachaufgaben, weltberühmt wurde er jedoch durch die Saavedra-Studie.

## Schach
Barbier war ein Amateurspieler von Meisterstärke, der von 1886 bis zu seinem Tod eine Schachkolumne im Weekly Citizen in Glasgow leitete. Ebenfalls 1886 gewann er die schottische Schachmeisterschaft.
In der Schachkomposition schuf Barbier vor allem Schachaufgaben. Durch einen Zufall, der auf Barbiers Erinnerungsschwäche zurückzuführen ist, publizierte er 1895, nur wenige Monate vor seinem Tod, eine inkorrekte Remis-Studie in der Weekly Citizen. Allerdings fand ein Leser namens Fernando Saavedra einen Gewinnzug, weshalb die Komposition heutzutage als Saavedra-Studie bekannt ist.

## Leben
Barbier wurde in Frankreich geboren und arbeitete als Französischlehrer in Yorkshire und London. Er gab später auch am Athenaeum in Glasgow Unterricht. 1893 litt er an einem starken Grippeanfall und Anfang Oktober 1895 an Gehirnlähmung. Einige Wochen vor seinem Tod kehrte er nach Frankreich zurück.
Barbiers Geburtsort wurde von Henri Weenink in The Chess Problem als Besançon angegeben, doch Recherchen von John Selman ergaben, dass bei den lokalen Behörden kein entsprechender Eintrag existiert. Stattdessen bestätigten die Behörden in l'Isle-sur-le-Doubs, dass Barbier dort geboren wurde, teilten jedoch als Vorname lediglich Emile mit. Selman gab an, dass Barbiers Vater den Vornamen Georges trug, dies jedoch keine Erklärung sei, warum Barbier mit dem Vornamen Georges Emile bekannt wurde.

## Weblink
- Kompositionen von Georges Emile Barbier auf dem PDB-Server

| Personendaten    | Personendaten                                   |
| ---------------- | ----------------------------------------------- |
| NAME             | Barbier, Georges Emile                          |
| ALTERNATIVNAMEN  | Barbier, Emile                                  |
| KURZBESCHREIBUNG | französischer Schachkomponist (Saavedra-Studie) |
| GEBURTSDATUM     | 24. Februar 1844                                |
| GEBURTSORT       | L’Isle-sur-le-Doubs                             |
| STERBEDATUM      | 17. Dezember 1895                               |
| STERBEORT        | Ecrosville, Frankreich                          |